# Temple de la renommée du baseball australien

Logo du Temple de la renommée du baseball australien.

Le Temple de la renommée du baseball australien (Australian Baseball Hall of Fame) est un musée consacré aux joueurs, entraîneurs et managers australiens de baseball.

## Histoire
En 2002, la Fédération australienne de baseball, sous l'impulsion de son président Ron Finlay et de son directeur, Bob Heiler, nomme un Heritage Committee chargé de réfléchir à la création d'un Temple de la renommée du baseball australien. Des structures de ce type existent déjà, notamment au Canada, au Japon et bien sûr aux États-Unis. Il doit rassembler des joueurs, entraineurs et managers reconnus pour avoir eu une carrière exceptionnelle et contribué à la renommée du baseball australien sur une période de plusieurs années.
La première sélection officielle est annoncée en décembre 2004 et l'introduction se fait le 27 janvier 2005 lors de la cérémonie d'inauguration. De nouveaux membres sont élus chaque année. 
Il y a 61 membres élus au temple de la renommée après l'intronisation de la classe 2010.

## Membres
Voici la liste des membres élus :
- 2005 :

| - Rue Ewers - Harry Simpson - Tom Gleason - Harold Franks - Eric McElhone - Les Agnew - Charlie Puckett - Ken Gulliver - Ron Sharpe - Ernie Yum - Billy Ford - Alf Emmerick - George Dickinson - Kevin “Crazy” Cantwell |  | - Ron “Bandy” McPherson - Ray Lawler - Ross Straw - Dave Roberts - Don Deeble - Graeme Deany - Neil Page - Kevin Greatrex - Larry Home - David Mundy - John Swanson - Adrian Meagher - Phil Dale - Bob Nilsson |  | - Ron Johnson - Andrew Scott - Tony Adamson - Craig Shipley - David Nilsson - Graeme Lloyd - James Searle - Frank Laver - Norrie Claxton - Harold “Mum” Turner - Cec Kemp - Kingsley Wellington - Rod Byrne |

- 2006[4]:
  - Mervyn Deigan
  - Jack Rowley
  - Alan Albury
  - Lionel Harris
  - Ray Michell
  - Jon Deeble

- 2007[5]:
  - Charles Simmonds
  - "Wild Bill" Edmonds
  - Matthew Sheldon-Collins

- 2008[6]:
  - Wallace Pratt
  - Harold Kennett
  - Don Knapp
  - Shayne Bennett

- 2009[7]:
  - Paul Elliott
  - Gary White

- 2010[8]:
  - David Clarkson
  - Cyril Graham
  - Doug Matlejan
  - Montague Alfred Noble
  - Andrew Watson